# Alnus rhombifolia
Alnus rhombifolia är en björkväxtart som beskrevs av Thomas Nuttall. Alnus rhombifolia ingår i släktet alar, och familjen björkväxter. Inga underarter finns listade.

## Bildgalleri

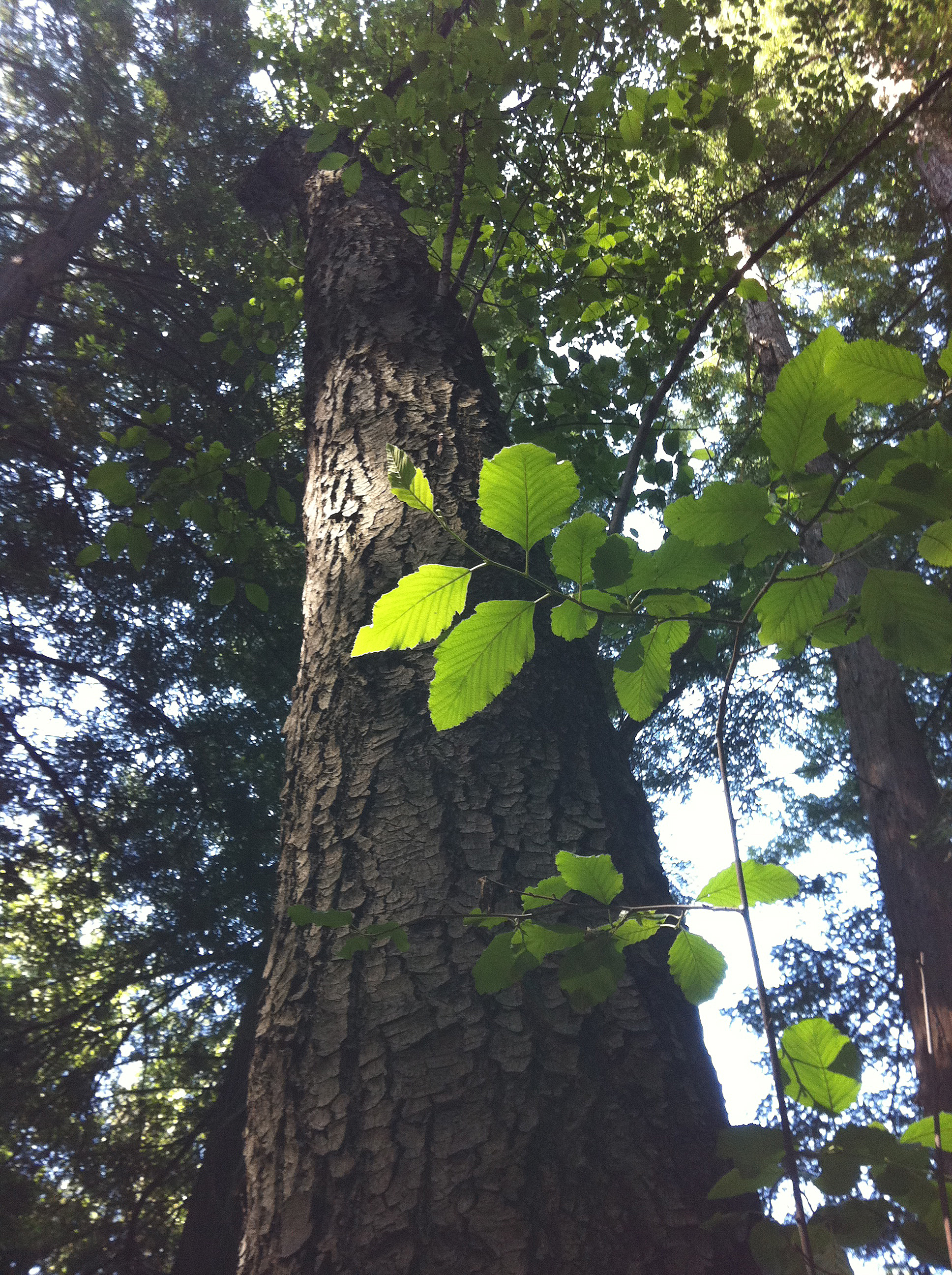
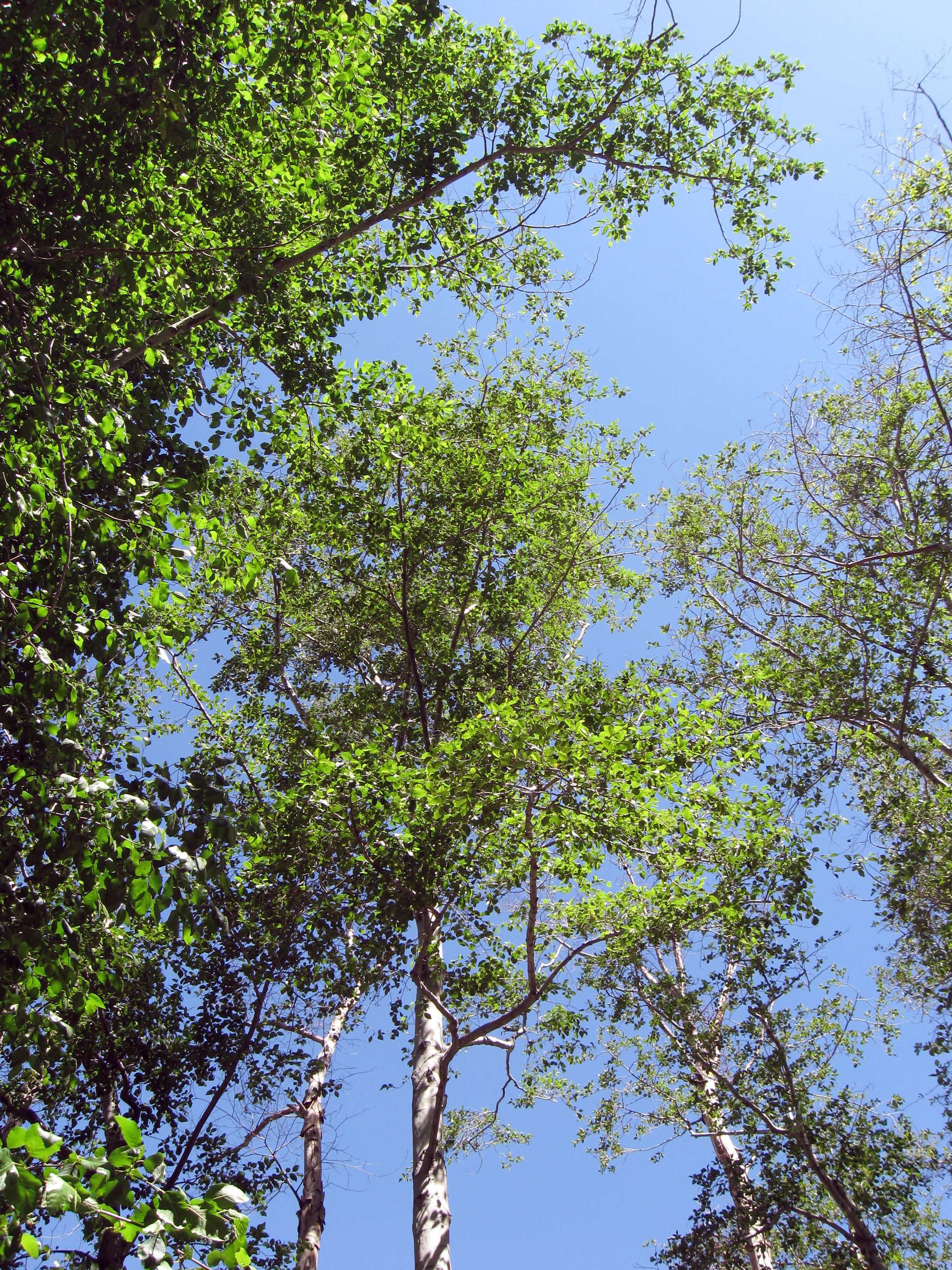
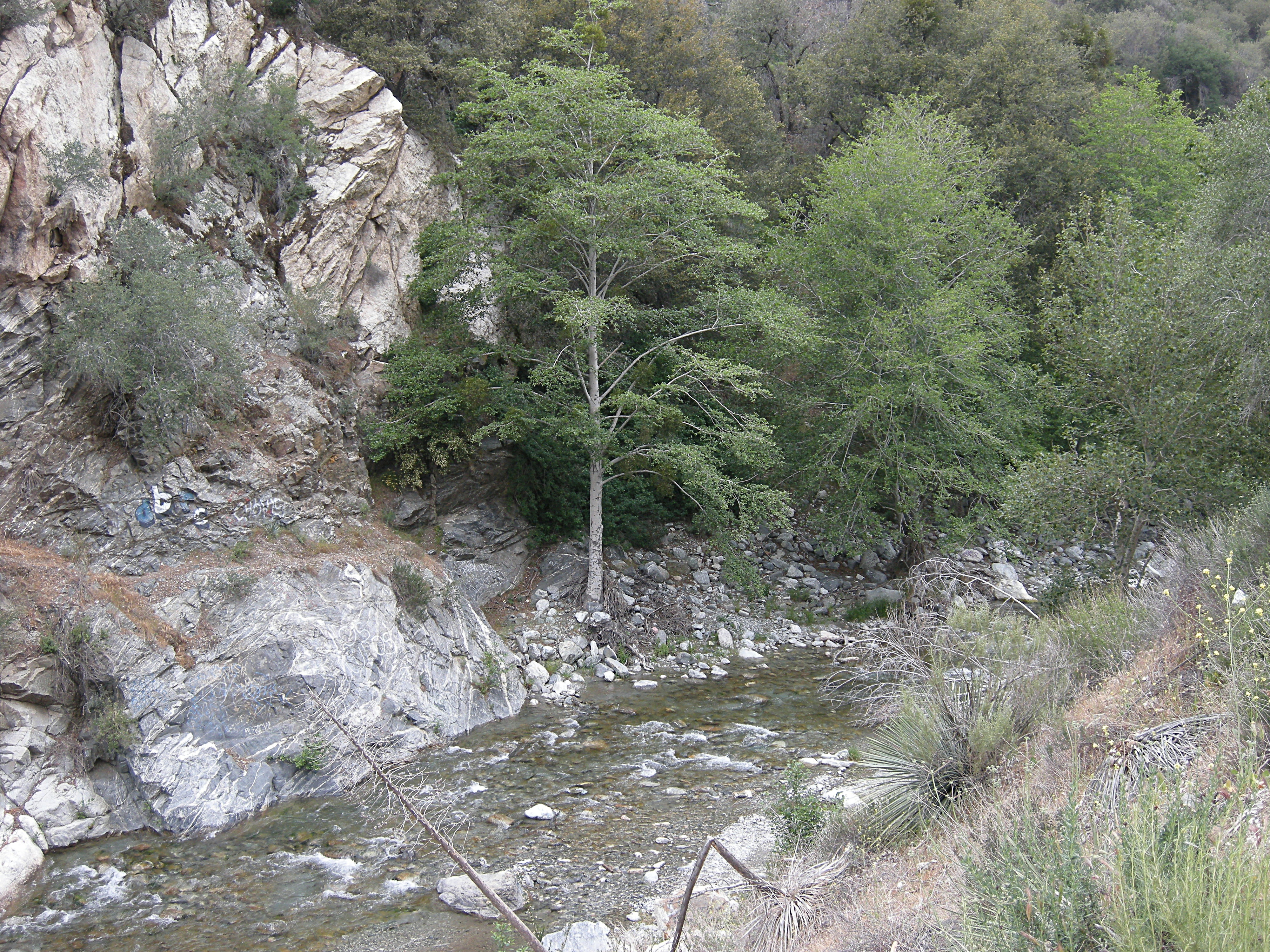
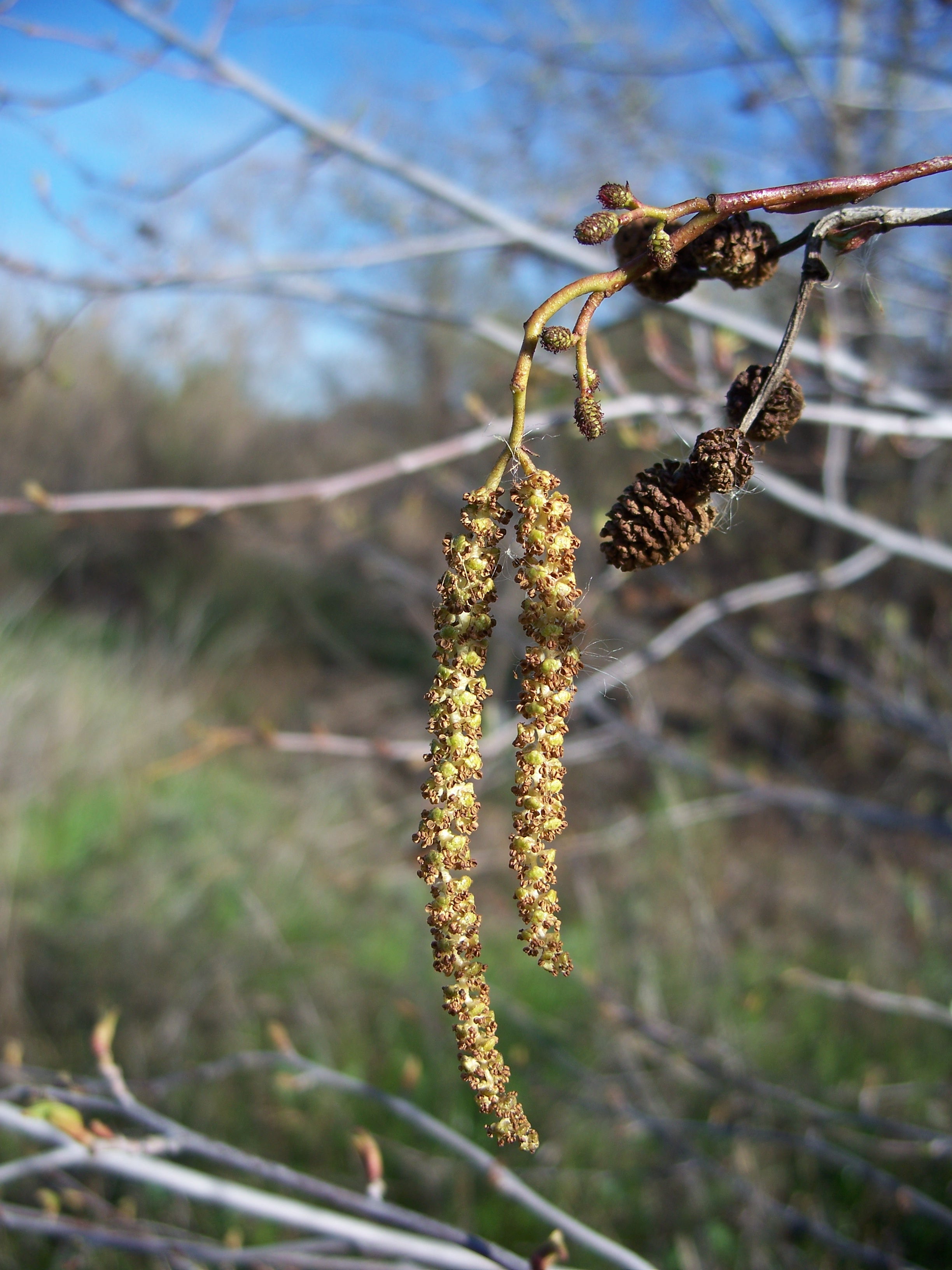
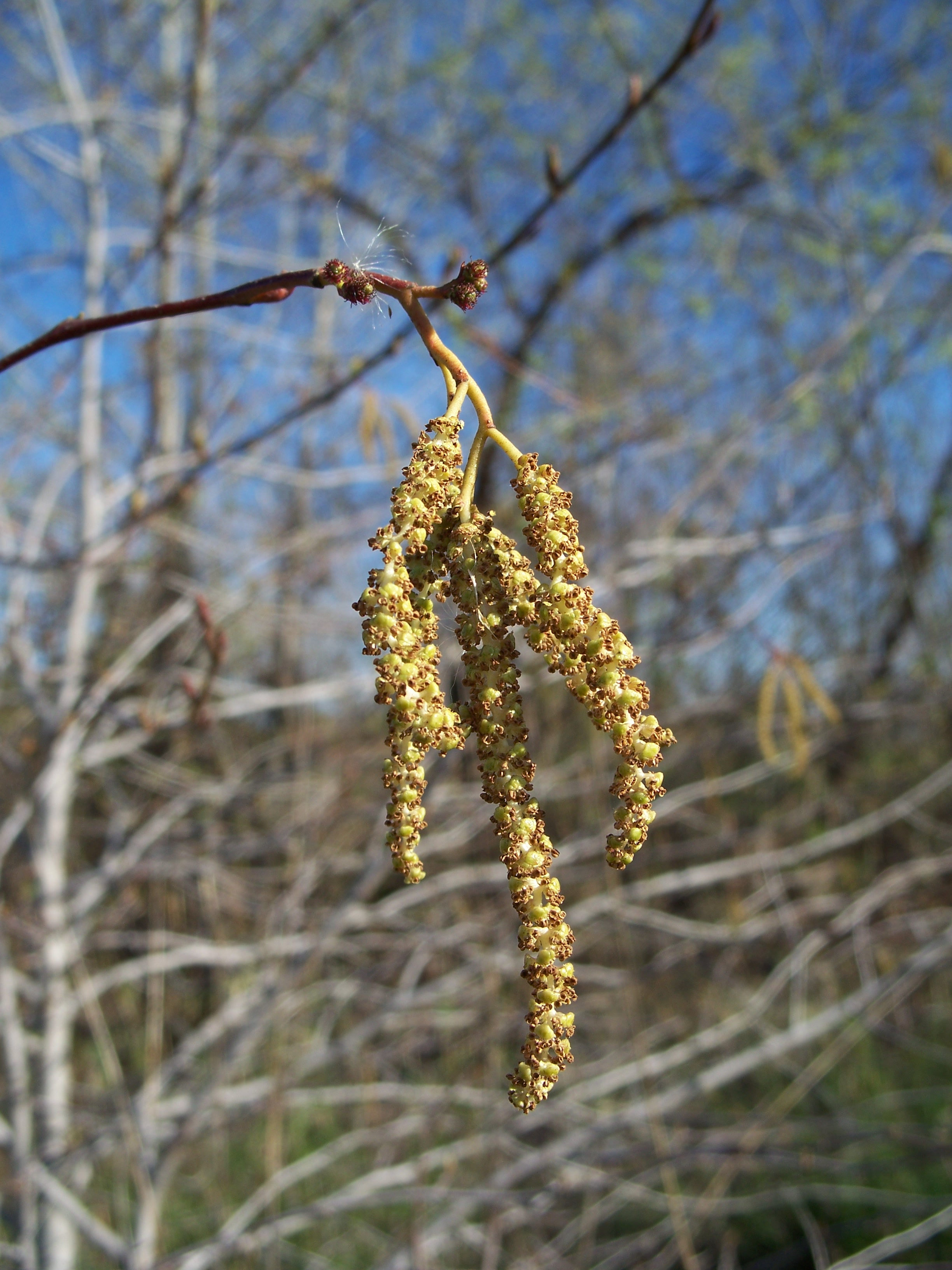
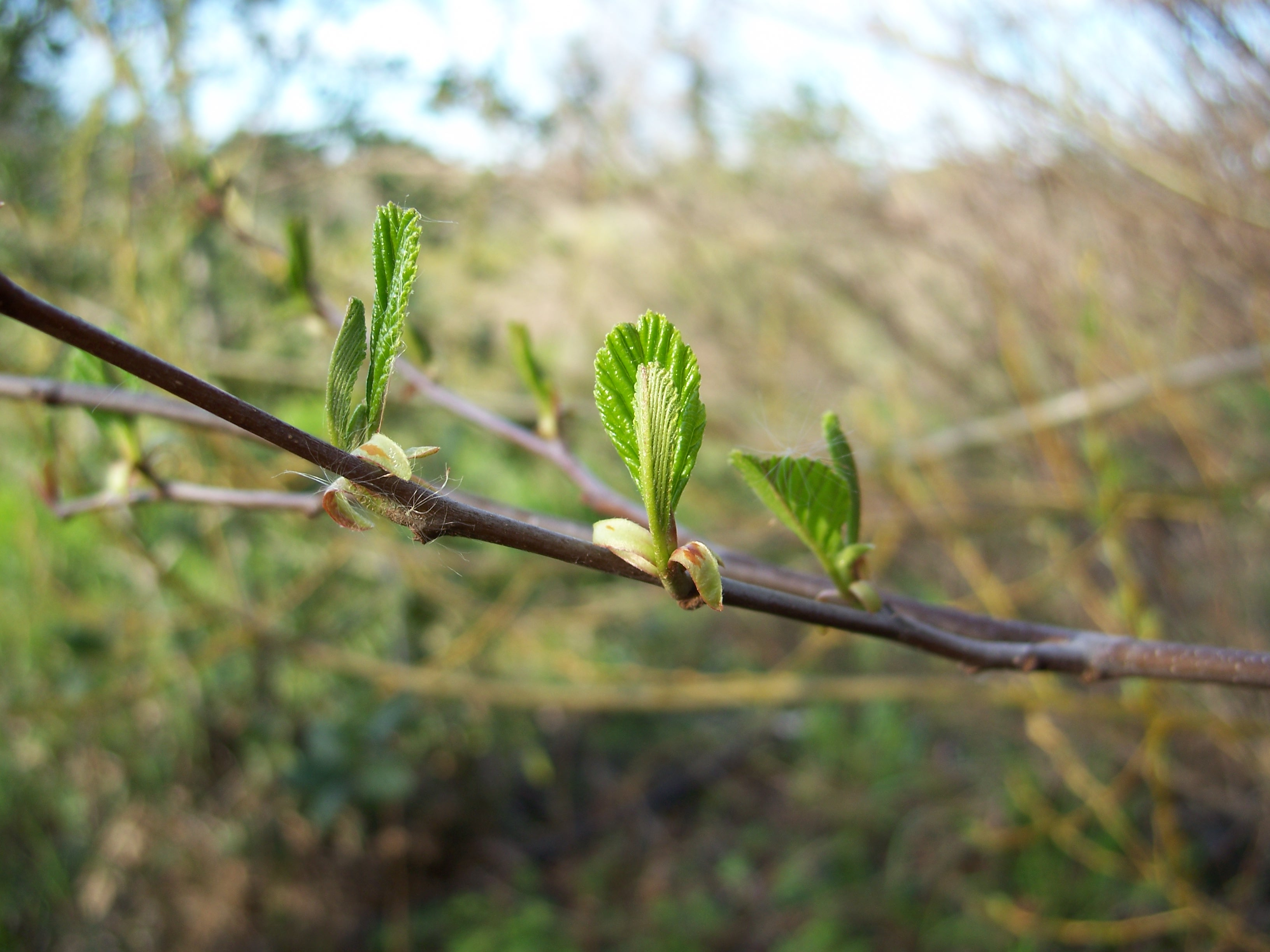